# Eclipse lunar de julio de 2018
| Eclipse lunar total 27 de julio de 2018                 | Eclipse lunar total 27 de julio de 2018                                |
| ------------------------------------------------------- | ---------------------------------------------------------------------- |
| Previo                                                  | Eclipse \| Eclipse total \| Saros                                      |
| Posterior                                               | Eclipse \| Eclipse total \| Saros                                      |
| Eclipse lunar visto en Oria, Italia, 21:09 UTC.         |                                                                        |
| La Luna pasará por el centro de la sombra de la Tierra. |                                                                        |
| Datos generales                                         |                                                                        |
| Duración                                                | 01:42:57 (eclipse máximo)                                              |
| Duración                                                | 4 horas aprox. (totalmente cubierto por la tierra)                     |
| Duración                                                | 11 horas con 50 minutos aprox. (en totalidad) (De penumbra a penumbra) |
| Ubicación                                               | Océano índico, frente a Madagascar                                     |
| Tipo de eclipse                                         |                                                                        |
| Tipo                                                    | Eclipse total                                                          |
| Saros                                                   | 129 (38 de 71)                                                         |
| Gama                                                    | +0.1168                                                                |
| Duración (h:m:s)                                        |                                                                        |
| Total                                                   | 01:42:57                                                               |
| Parcial                                                 | 03:54:32                                                               |
| Penumbra                                                | 06:13:48                                                               |
| Visualización (UTC)                                     |                                                                        |
| P1                                                      | 17:14:49 UTC                                                           |
| U1                                                      | 18:24:27 UTC                                                           |
| U2                                                      | 19:30:15 UTC                                                           |
| Máximo                                                  | 20:21:44 UTC                                                           |
| U3                                                      | 21:13:12 UTC                                                           |
| U4                                                      | 22:19:00 UTC                                                           |
| P4                                                      | 23:28:37 UTC                                                           |

El eclipse lunar total del 27 de julio de 2018 comenzó a las 17:14 horas, siendo el último de los dos eclipses lunares totales de 2018 ya que el próximo no ocurrió hasta enero de 2019. La Luna pasó a través de la umbra o centro de la sombra de la Tierra, lo cual no ocurría desde el eclipse lunar de junio de 2011.[cita requerida]
Este es el eclipse lunar más largo del siglo XXI. La totalidad de este eclipse tuvo una duración de una hora y 43 minutos, "justo por debajo del límite teórico de un eclipse lunar" . La luna permaneció al menos parcialmente a la sombra de la Tierra durante un total de cuatro horas.
Este eclipse es el segundo eclipse lunar total en 2018, después del de enero. Este eclipse ocurrió simultáneamente con la oposición periheliana de Marte, una coincidencia que ocurre una vez cada 25,000 años.

## Visualización
Fue completamente visible en el este de África y en Asia central, y se pudo observar en Sudamérica , África occidental y Europa , y se estableció en Asia oriental y Australia. No fue visible en Norteamérica.
| |
| Mapa de visibilidad. En Europa, África Occidental y América del Sur, las diferentes fases del eclipse se observó durante el ascenso de la luna; en el este de Asia y Australia, durante el ajuste de la luna. En el centro del mapa (África Oriental, Antártida, Océano Índico, Asia Central, Europa del Este), se pudo ver todo el eclipse. En áreas inundadas con un color gris oscuro, no se observó un eclipse. Las líneas marcan los momentos del comienzo de las fases del eclipse, coincidiendo con el ascenso o el ajuste de la luna: - P1 - el comienzo de la entrada de la Luna en la penumbra de la Tierra (el comienzo del eclipse penumbral); - U1 - el primer contacto de la luna con la sombra (el comienzo de un eclipse de sombra privado); - U2 - la entrada completa de la luna en la sombra (el comienzo de un eclipse de sombra total); - U3 - el comienzo de la salida de la luna de la sombra (el final de un eclipse de sombra total); - U4 - salida de luna llena desde la sombra (el final de un eclipse de sombra privado); - P4 - la salida de luna llena desde la penumbra, el final del eclipse. |

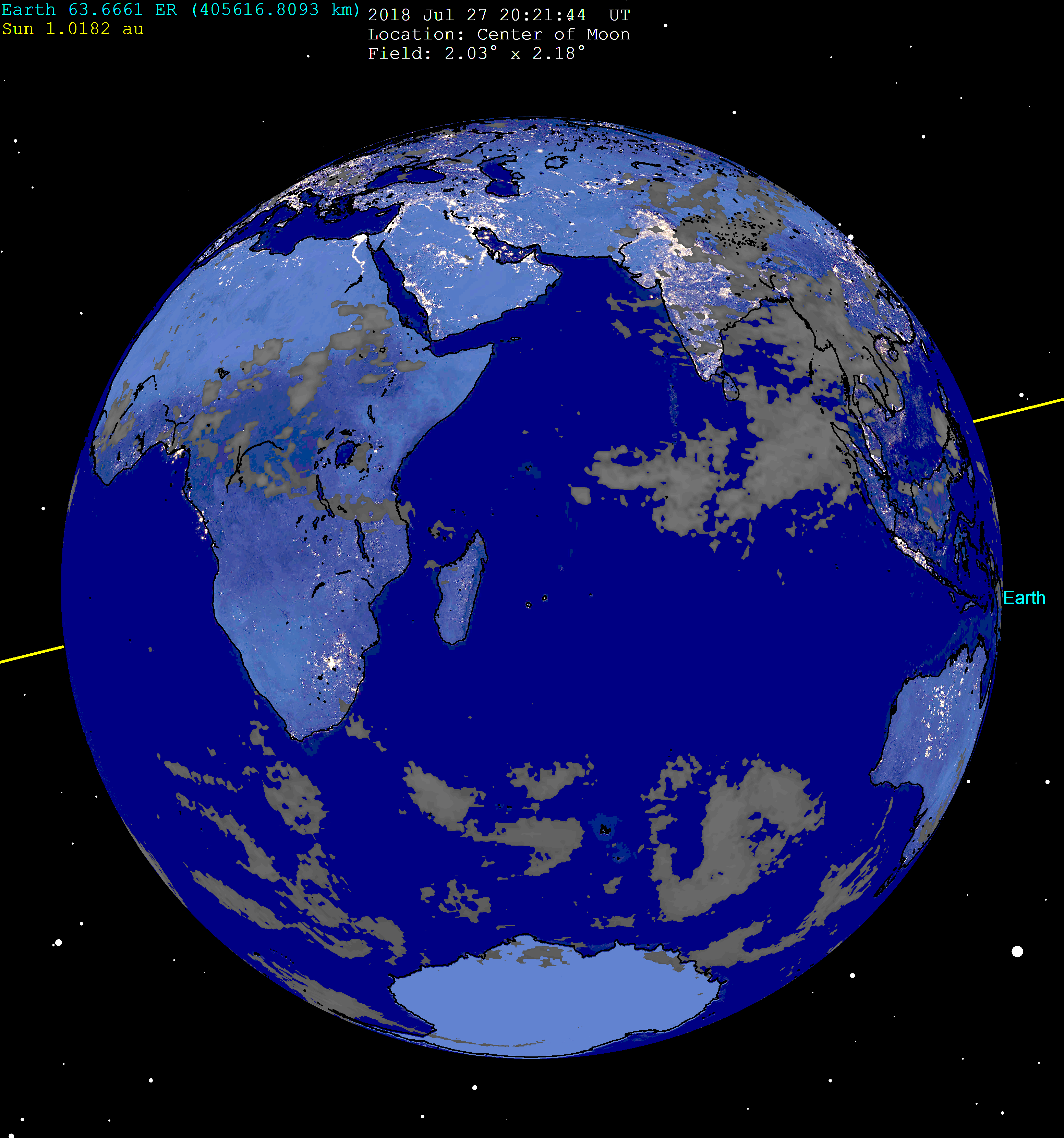
Vista de la Tierra desde la Luna en la etapa mayor del eclipse.

Animación que muestra la apariencia aproximada de la Luna que pasa a través de la sombra de la Tierra

| Fecha                 | Comienza penumbra | Comienza eclipse parcial | Comienza eclipse total | Eclipse total | Finaliza eclipse total | Finaliza eclipse parcial | Finaliza penumbra |
| --------------------- | ----------------- | ------------------------ | ---------------------- | ------------- | ---------------------- | ------------------------ | ----------------- |
| Viernes 27 julio 2018 | 17:14             | 18:24                    | 19:30                  | 20:21         | 21:13                  | 22:19                    | 23:28             |

Horario estimado por NASA (UTC 0).

## Antecedentes
Un eclipse lunar ocurre cuando la Luna pasa dentro de la penumbra de la Tierra (sombra). Cuando comienza el eclipse, la sombra de la Tierra primero oscurece ligeramente la Luna. Luego, la sombra comienza a "cubrir" parte de la Luna, convirtiéndola en un color rojo-marrón oscuro (generalmente, el color puede variar según las condiciones atmosféricas). La Luna parece ser rojiza debido a la dispersión de Rayleigh (el mismo efecto que hace que las puestas de sol parezcan rojizas) y la refracción de esa luz por la atmósfera de la Tierra hacia su penumbra.
La siguiente simulación muestra la apariencia aproximada de la Luna que pasa a través de la sombra de la Tierra. El brillo de la Luna se exagera dentro de la sombra penumbral. La porción norte de la Luna estaba más cerca del centro de la sombra, por lo que es más oscura y de aspecto más rojo.

## Galería

### Fotografías

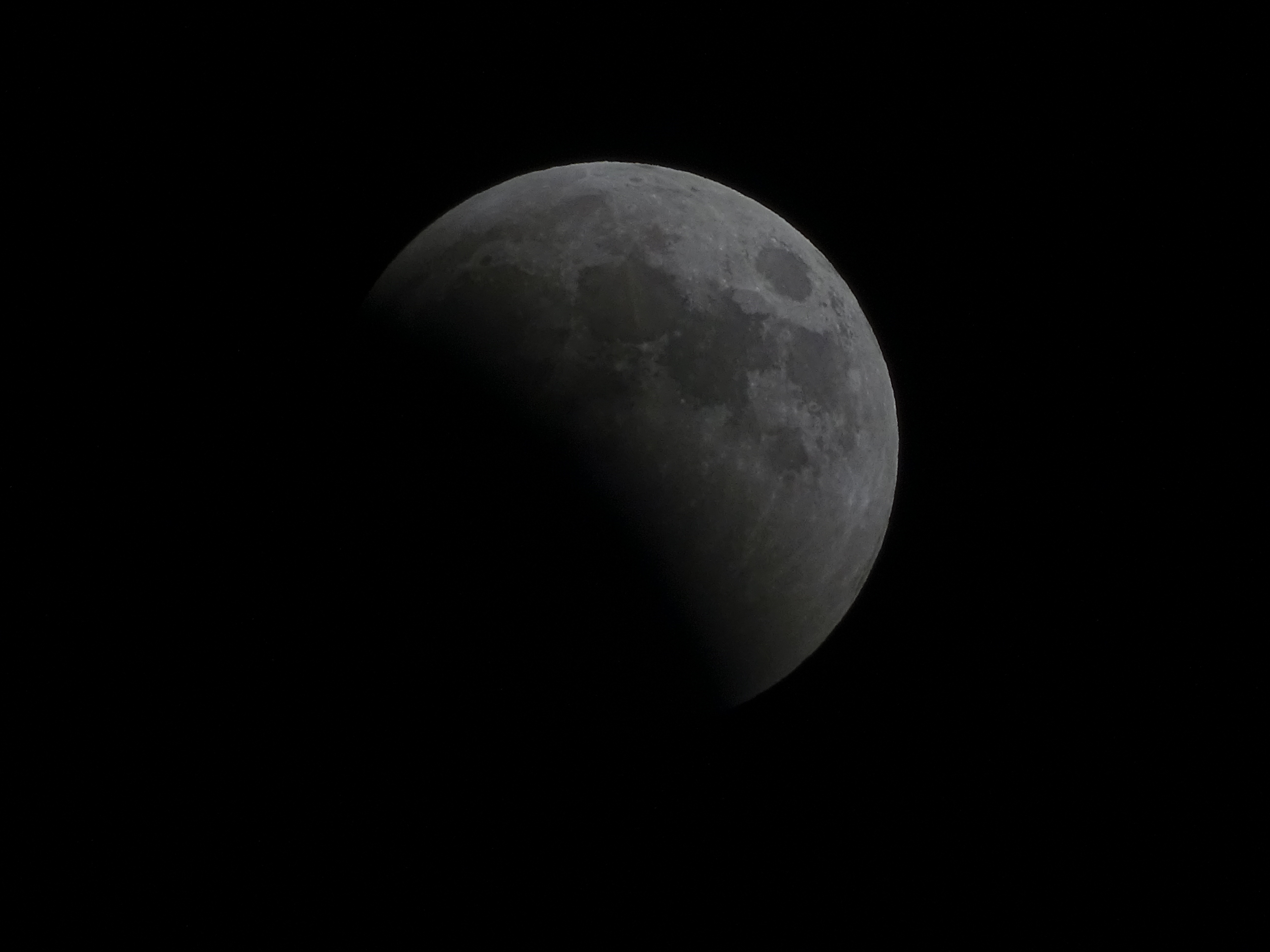
El comienzo del eclipse a las 18:52 UTC visto desde Atenas, Grecia.
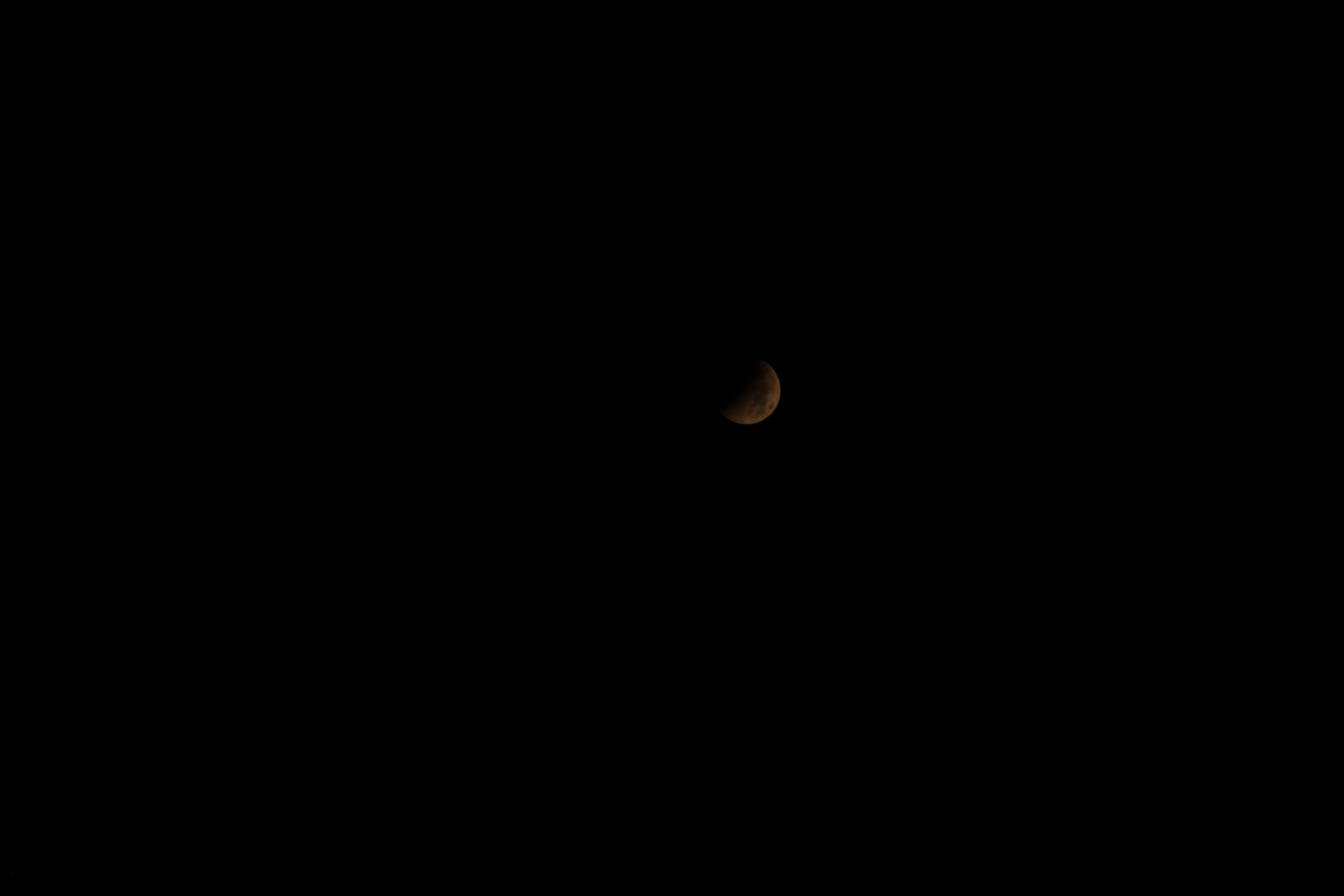
Penumbra inicial del eclipse
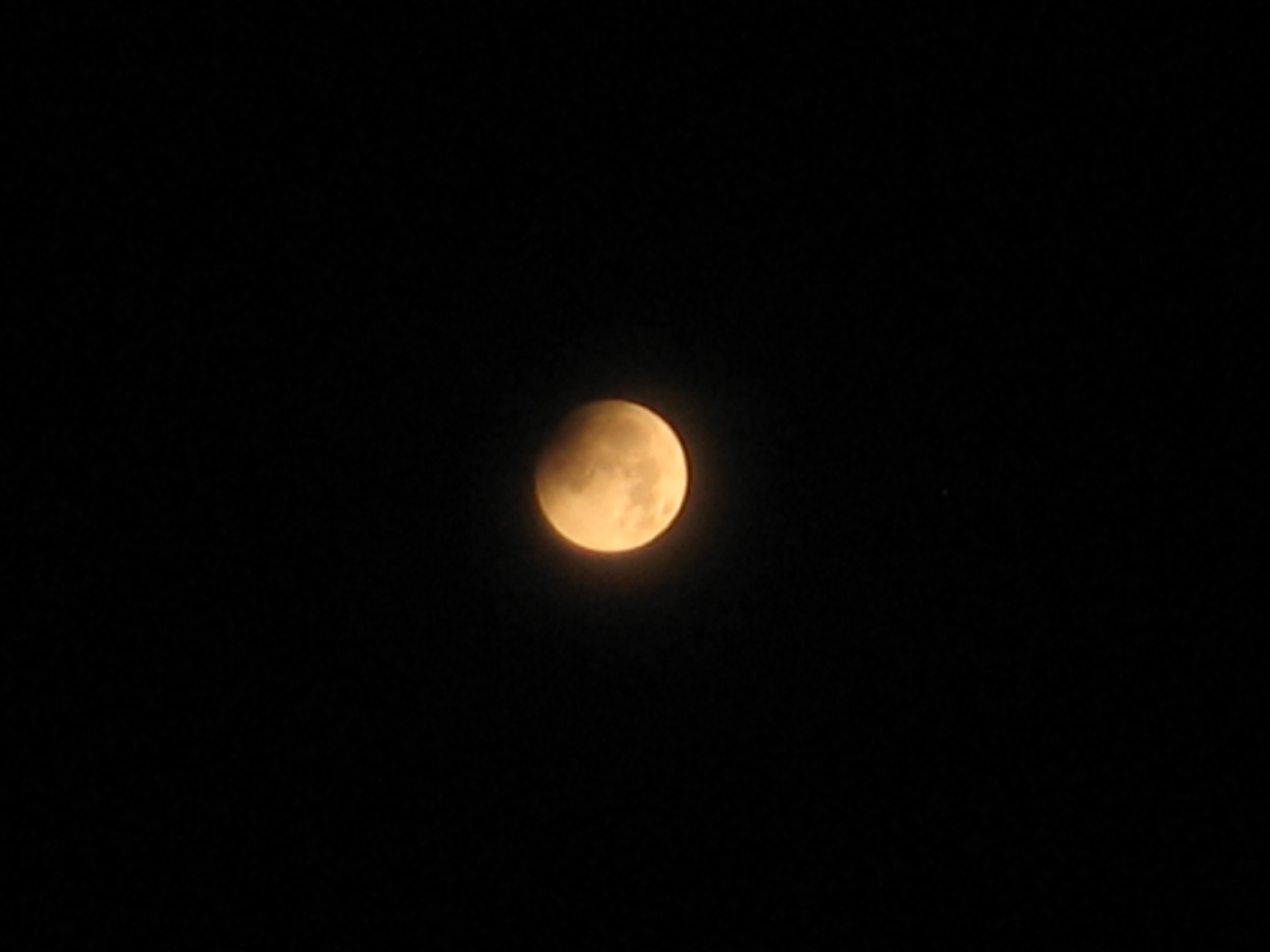
Eclipse lunar parcial visto desde Nanjing, China a las 18:25 UTC
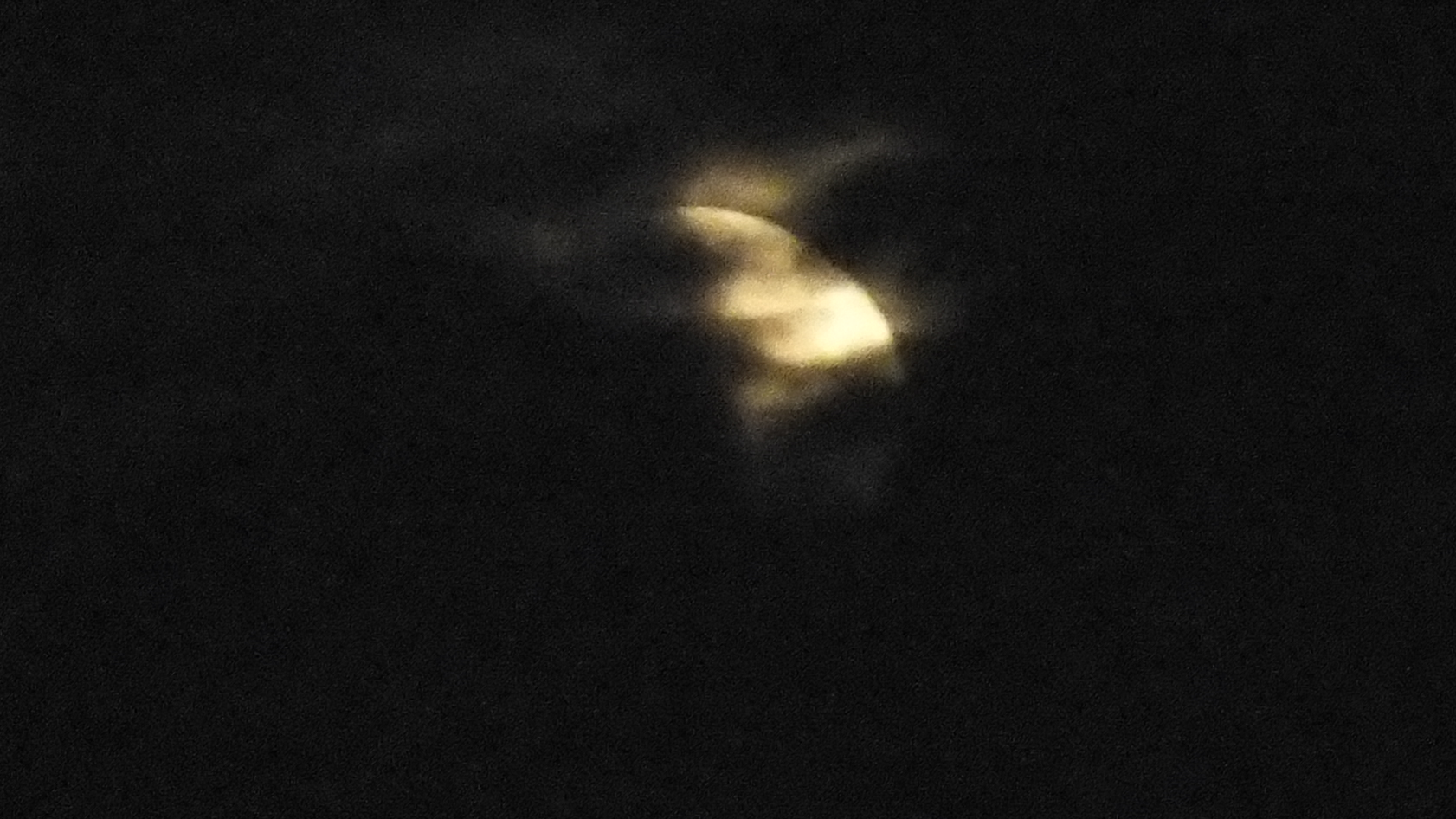
Eclipse visto desde Moscú, Rusia a las 19:12 UTC (cerrado por nubes)
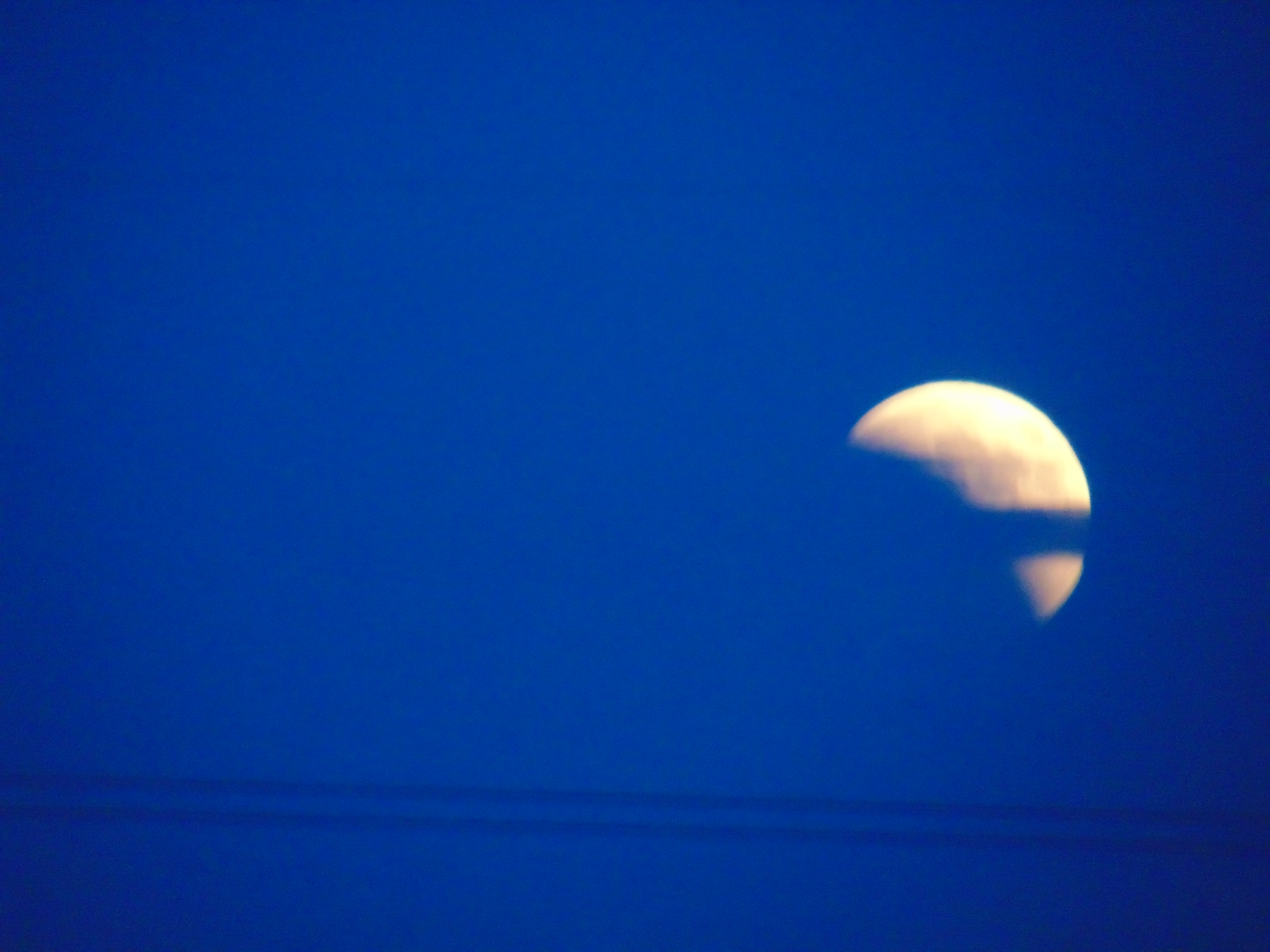
Eclipse al anochecer en Italia.
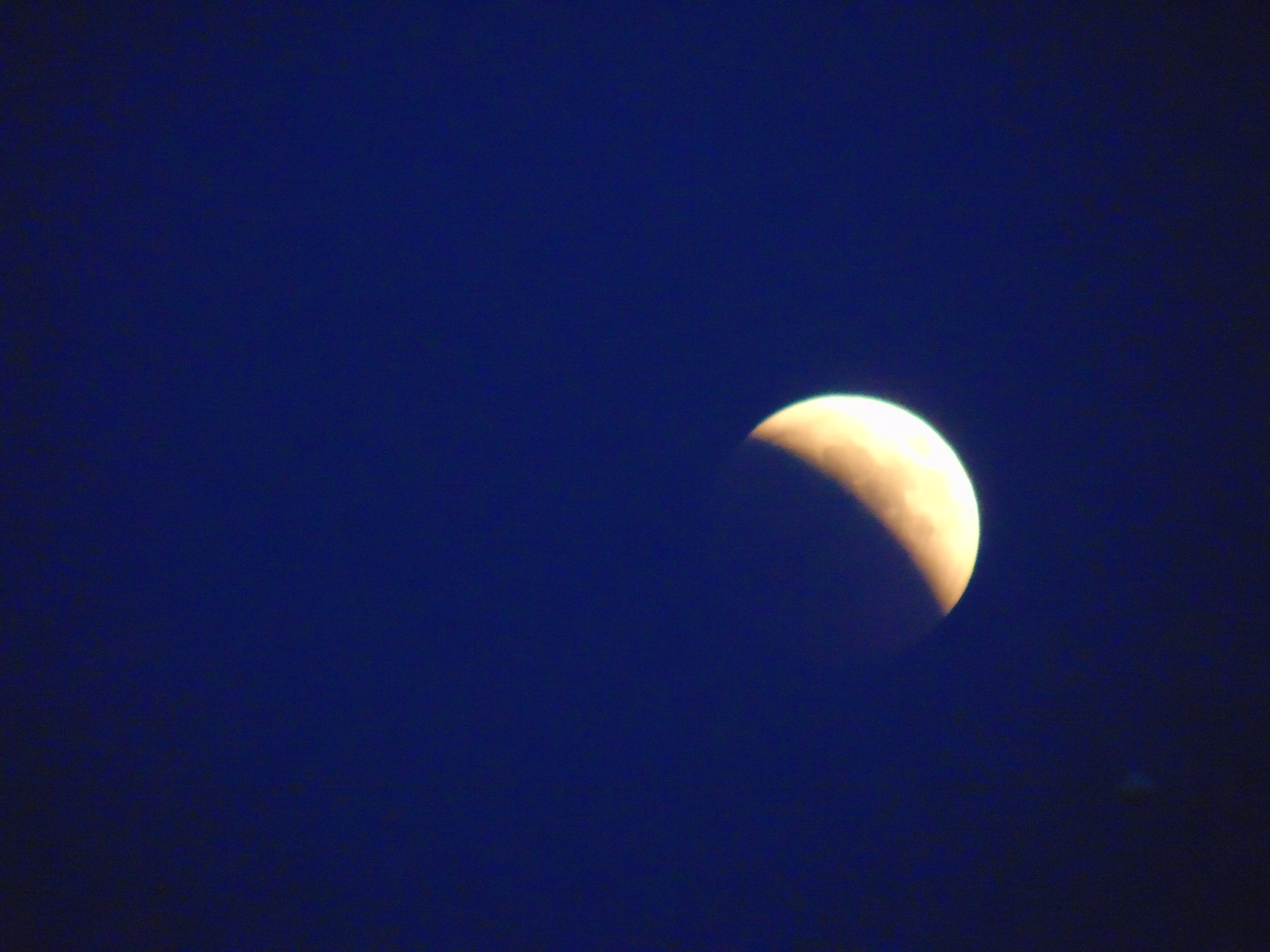
Eclipse en la penumbra terminando visto desde Italia.
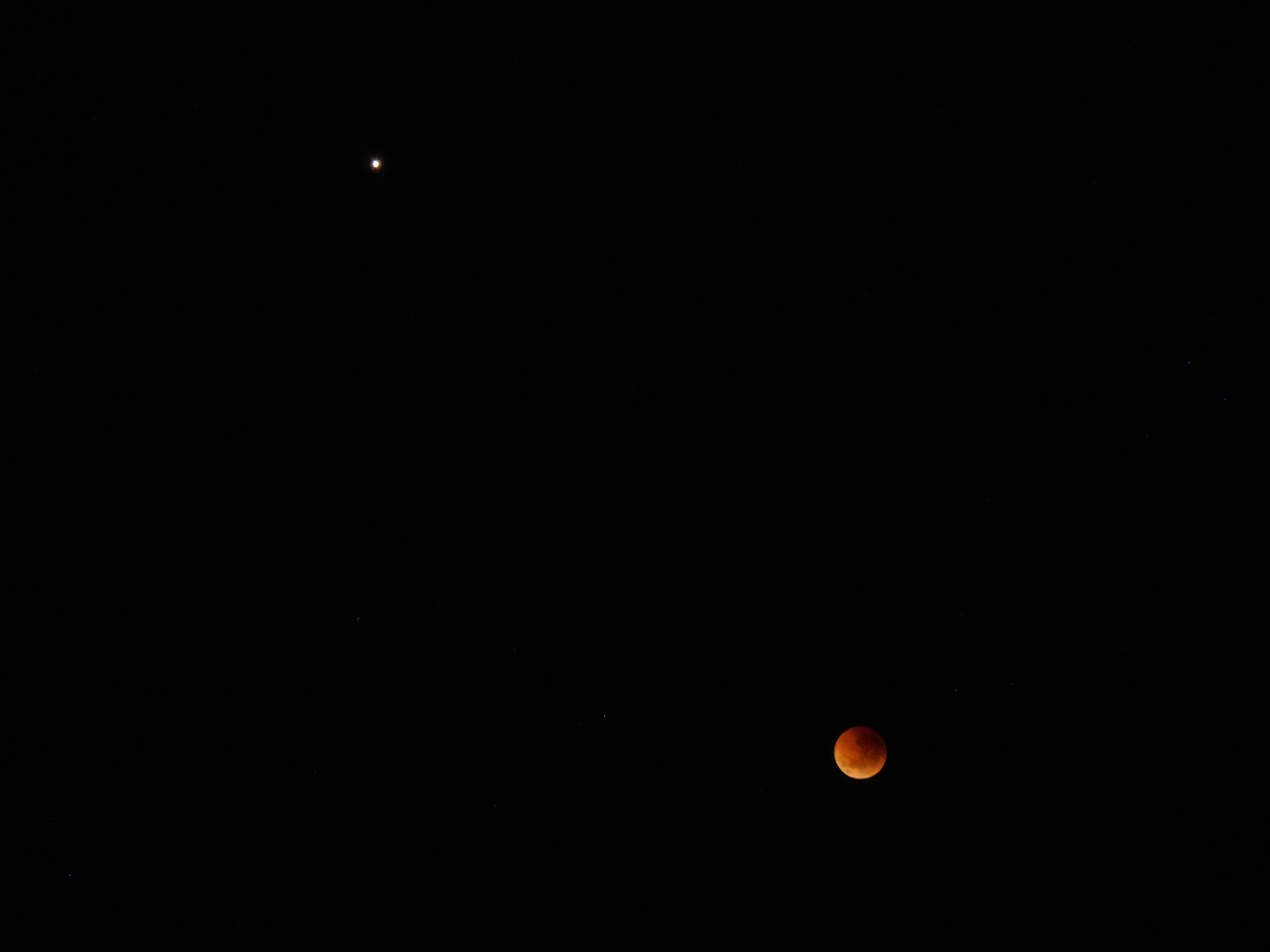
Eclipse + Marte visto desde Victoria, Australia a las 05:48 a.m. AEST (UTC + 10)
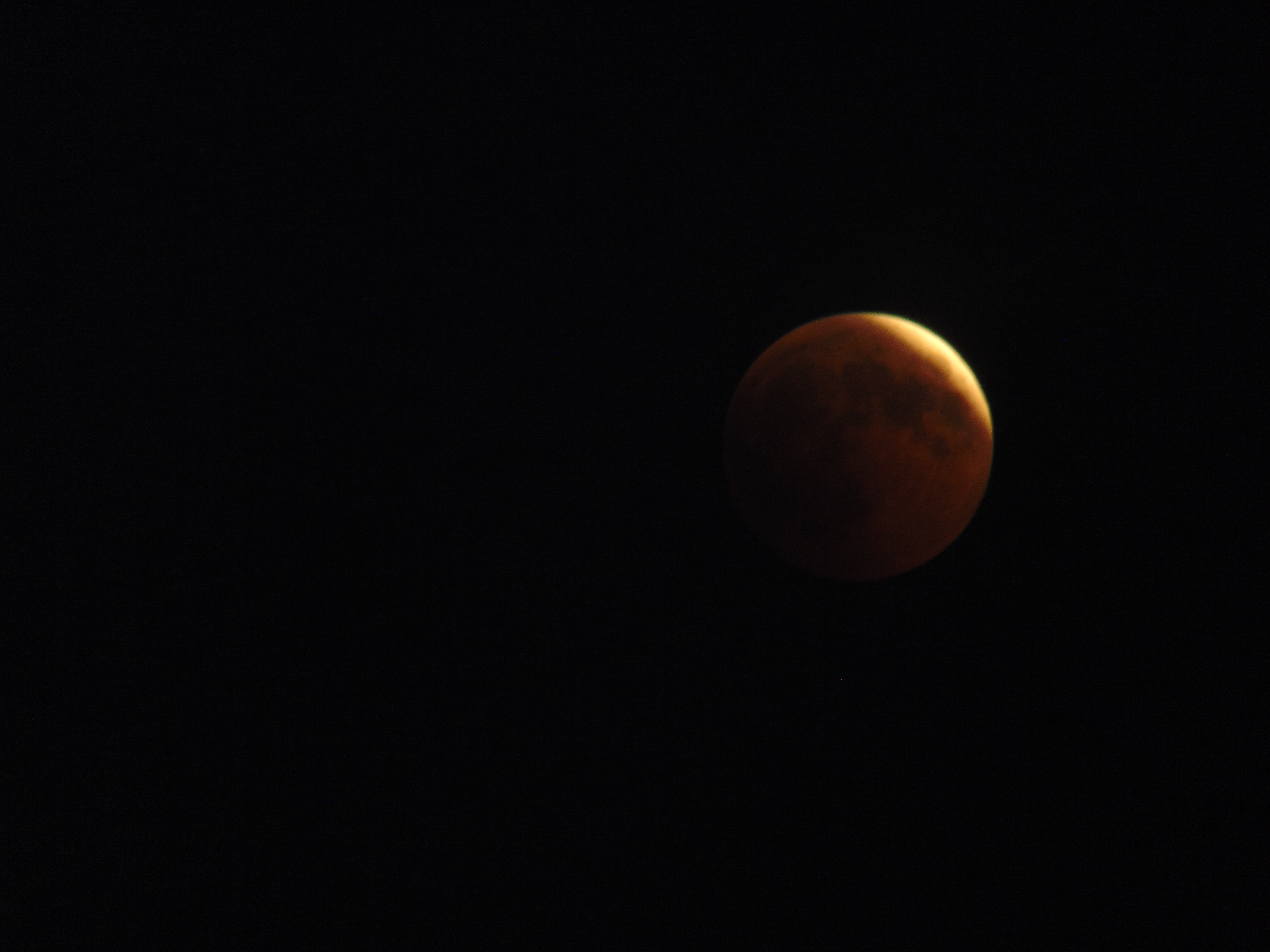
Eclipse empezando su máximo punto, tomado desde Italia.
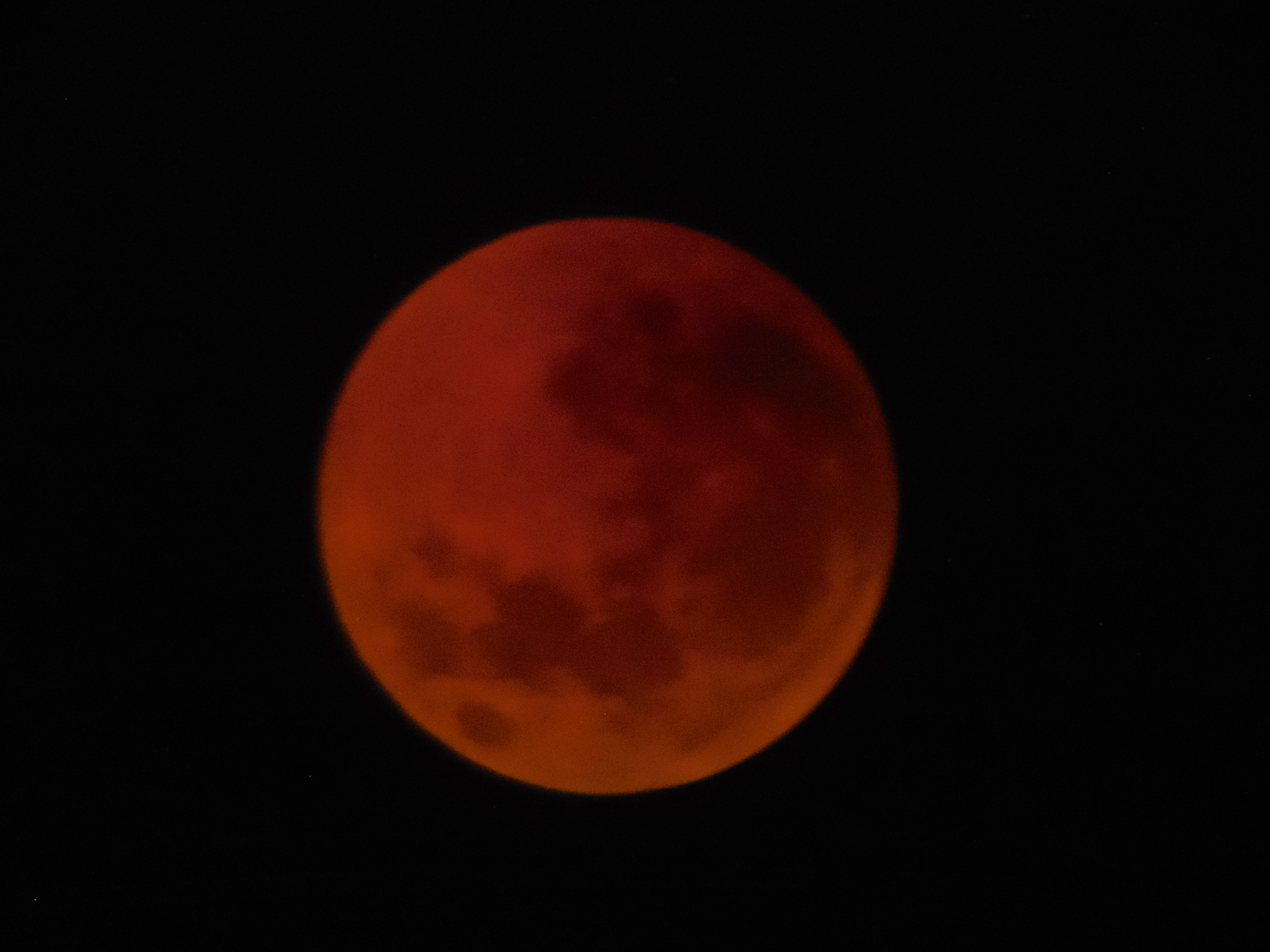
Eclipse visto desde Victoria, Australia a las 06:07 a.m. AEST (UTC+10)
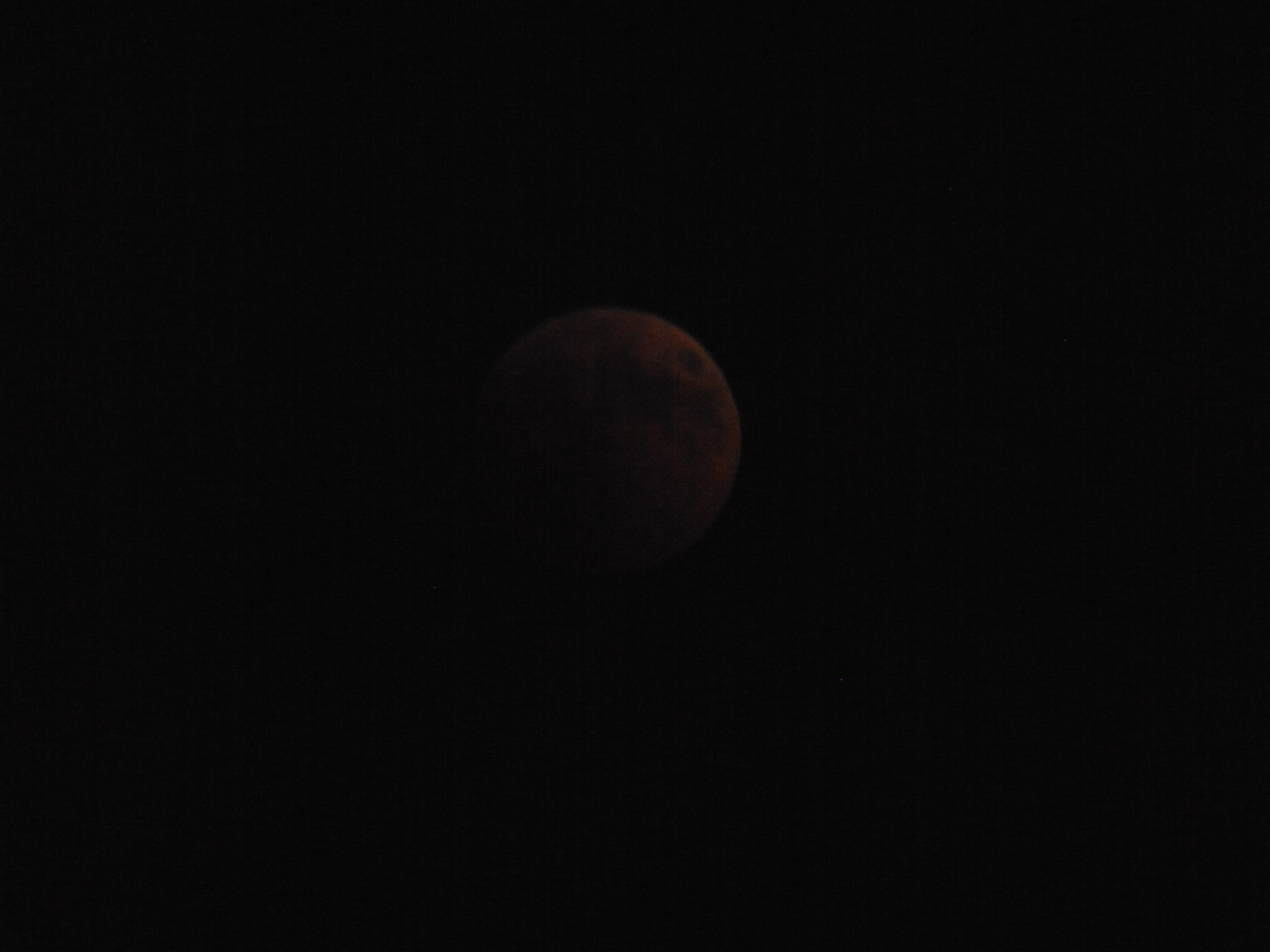
Eclipse en su máximo punto, tomado desde Italia.
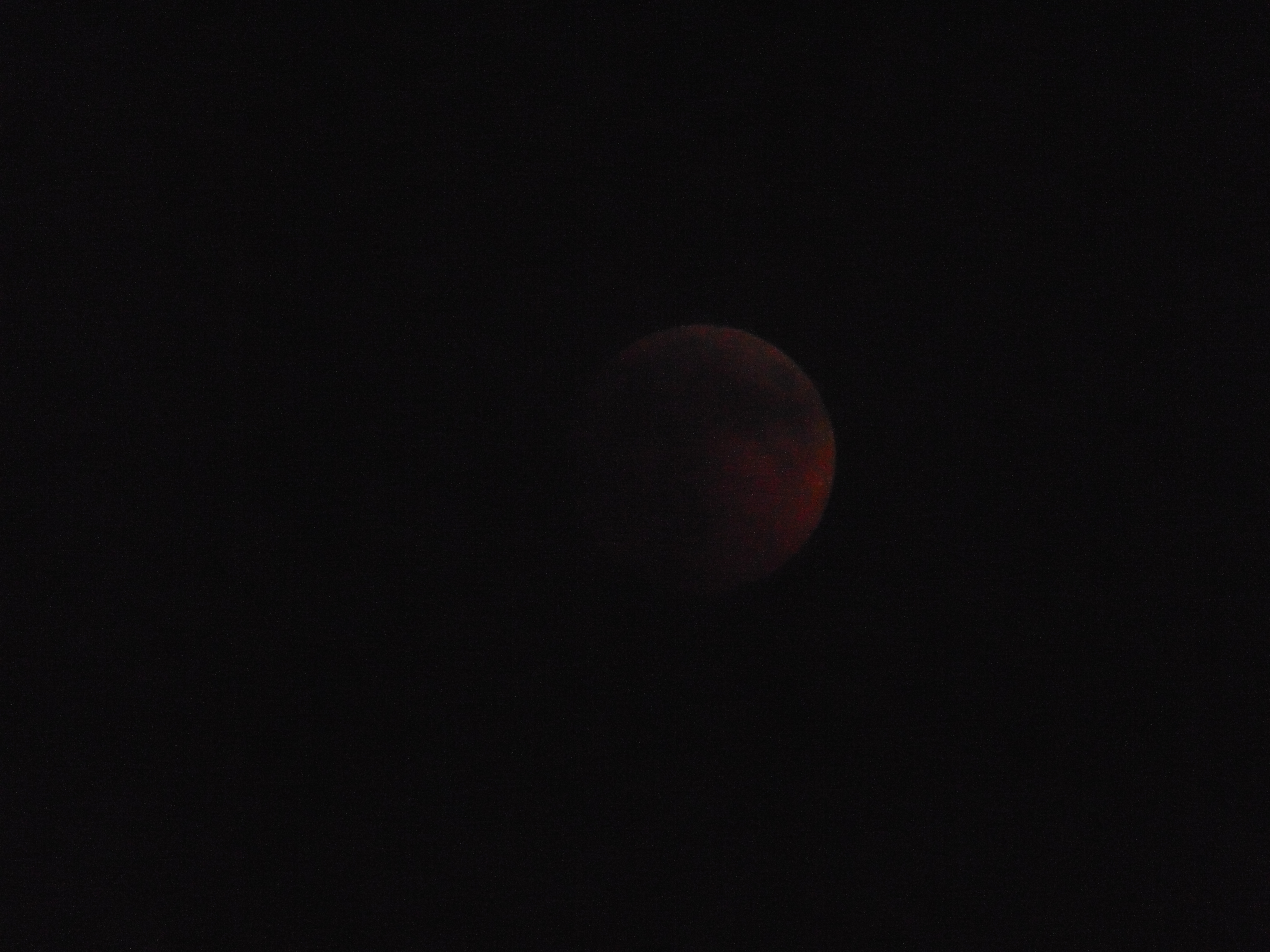
Eclipse a su máximo punto desde Italia.
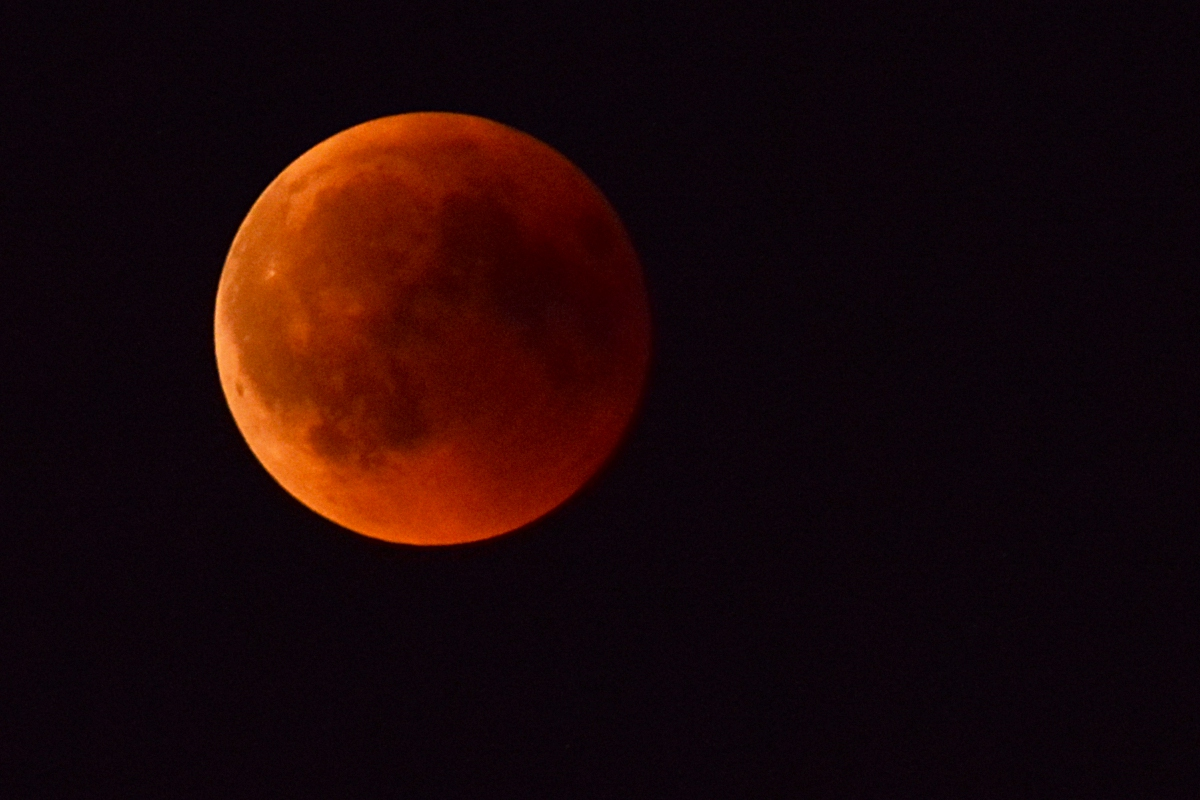
Eclipse saliendo de máximo punto, tomado desde Alemania.
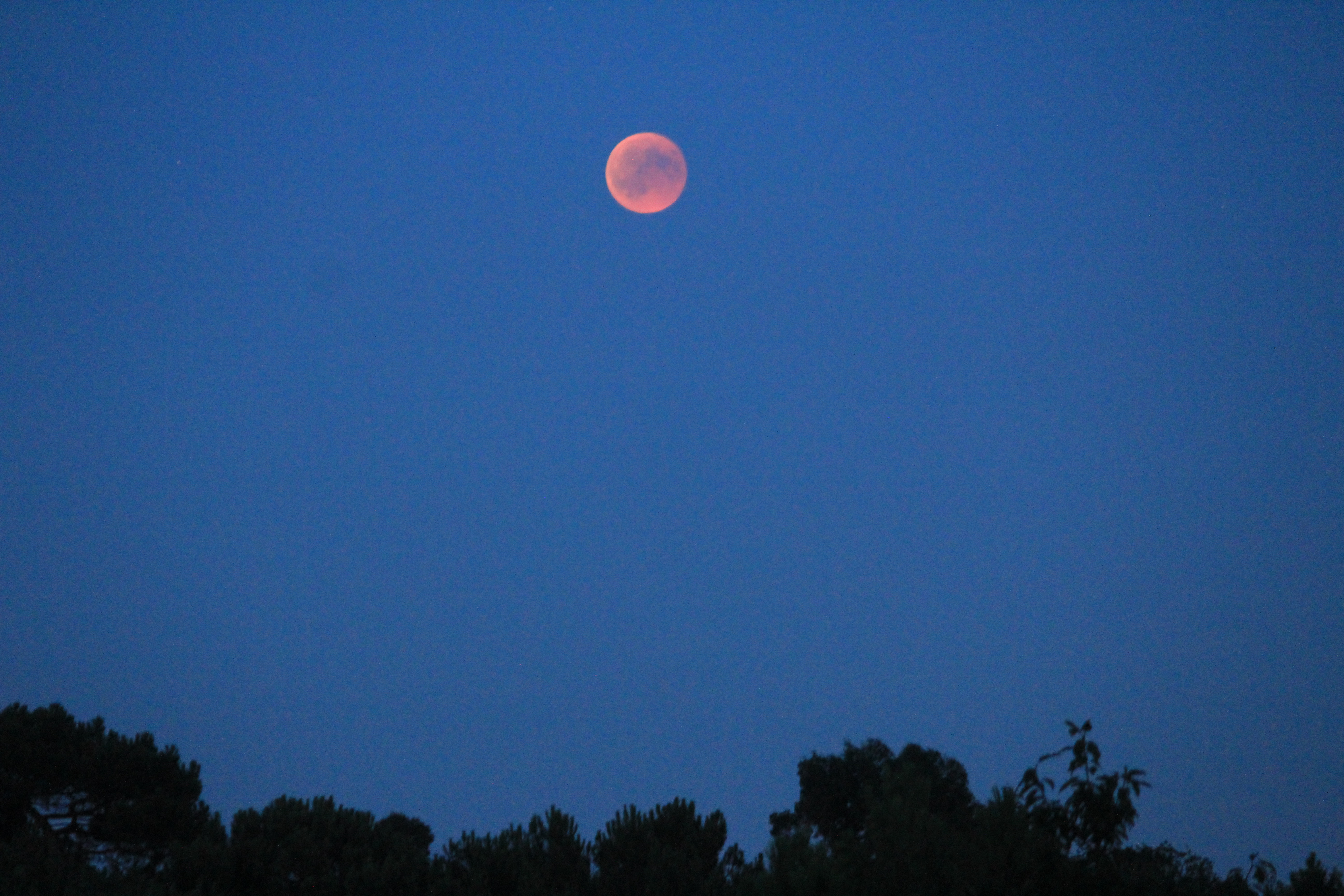
Eclipse visto desde Francia.
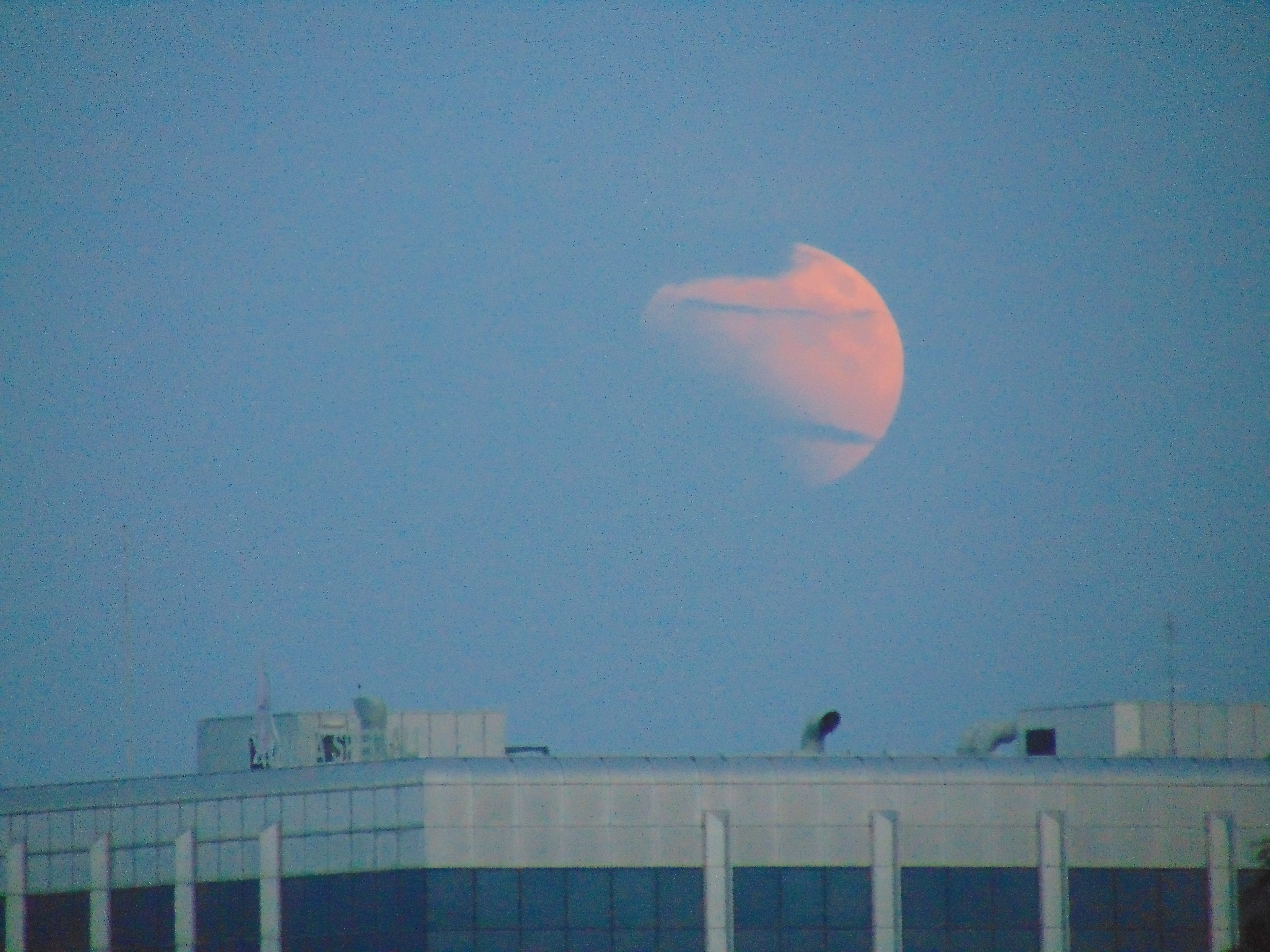
Eclipse al atardecer tomado en Roma, Italia.
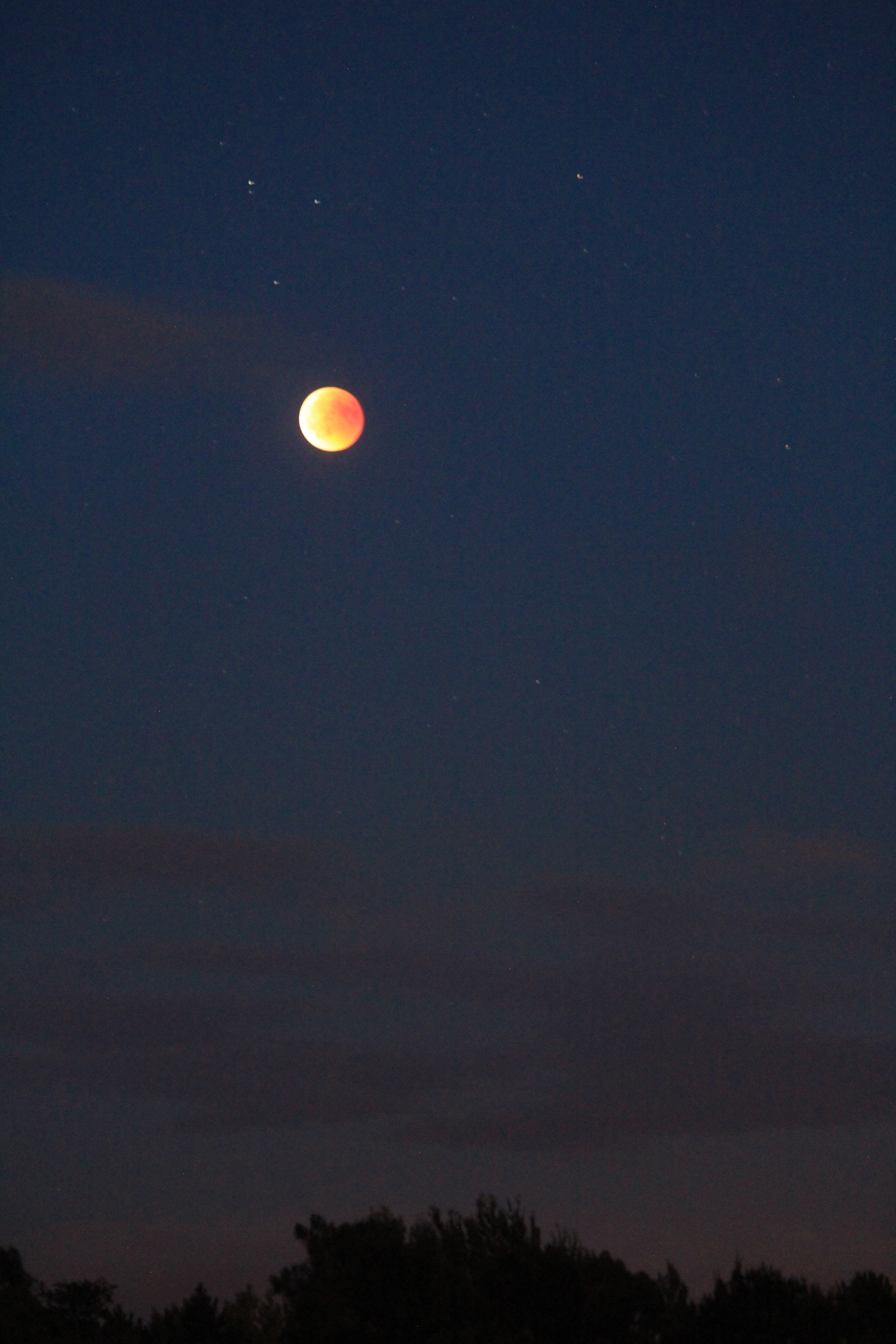
Eclipse visto a distancia, tomado en Francia.
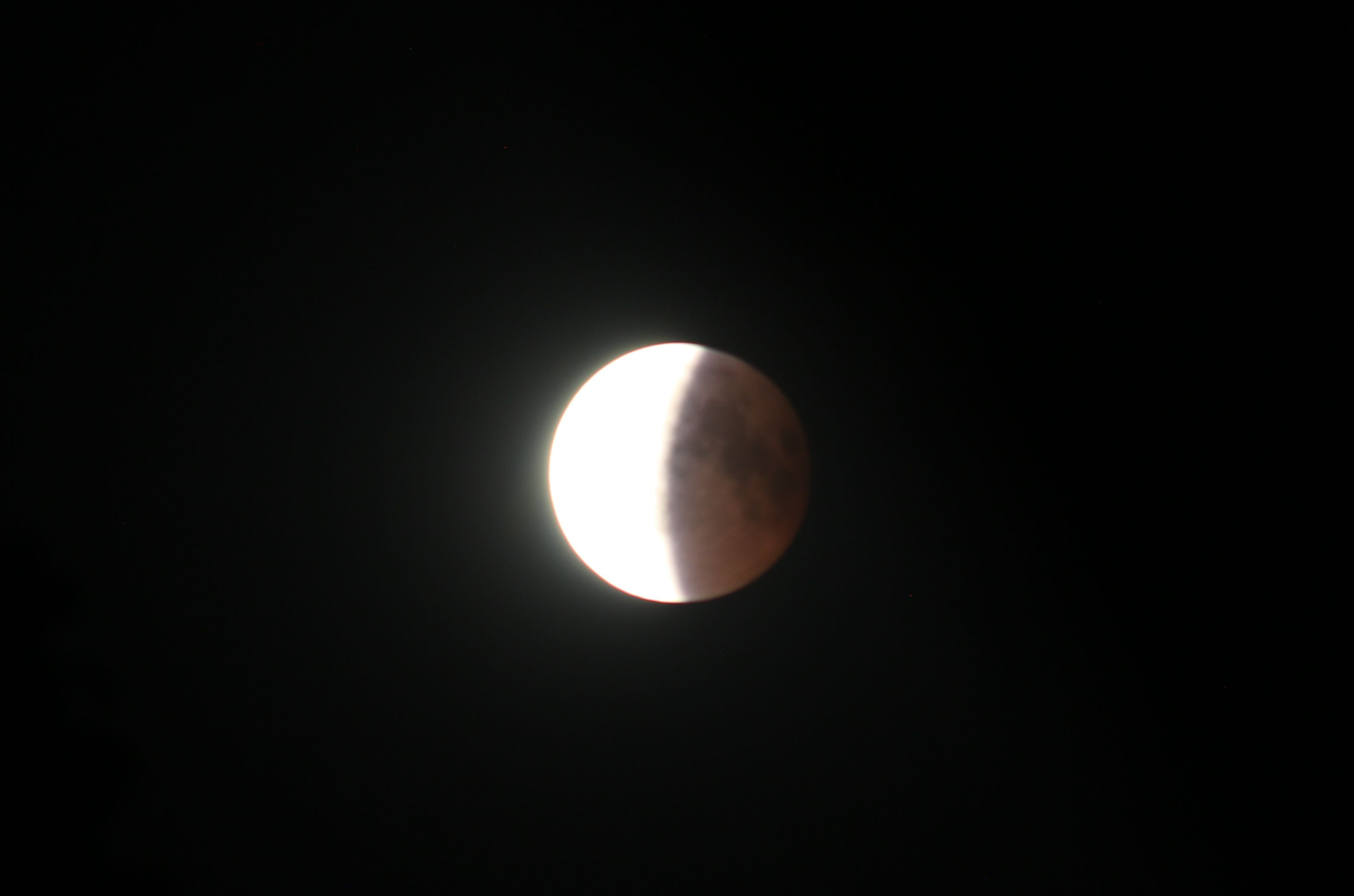
Eclipse visto desde Bremerhaven, Alemania.
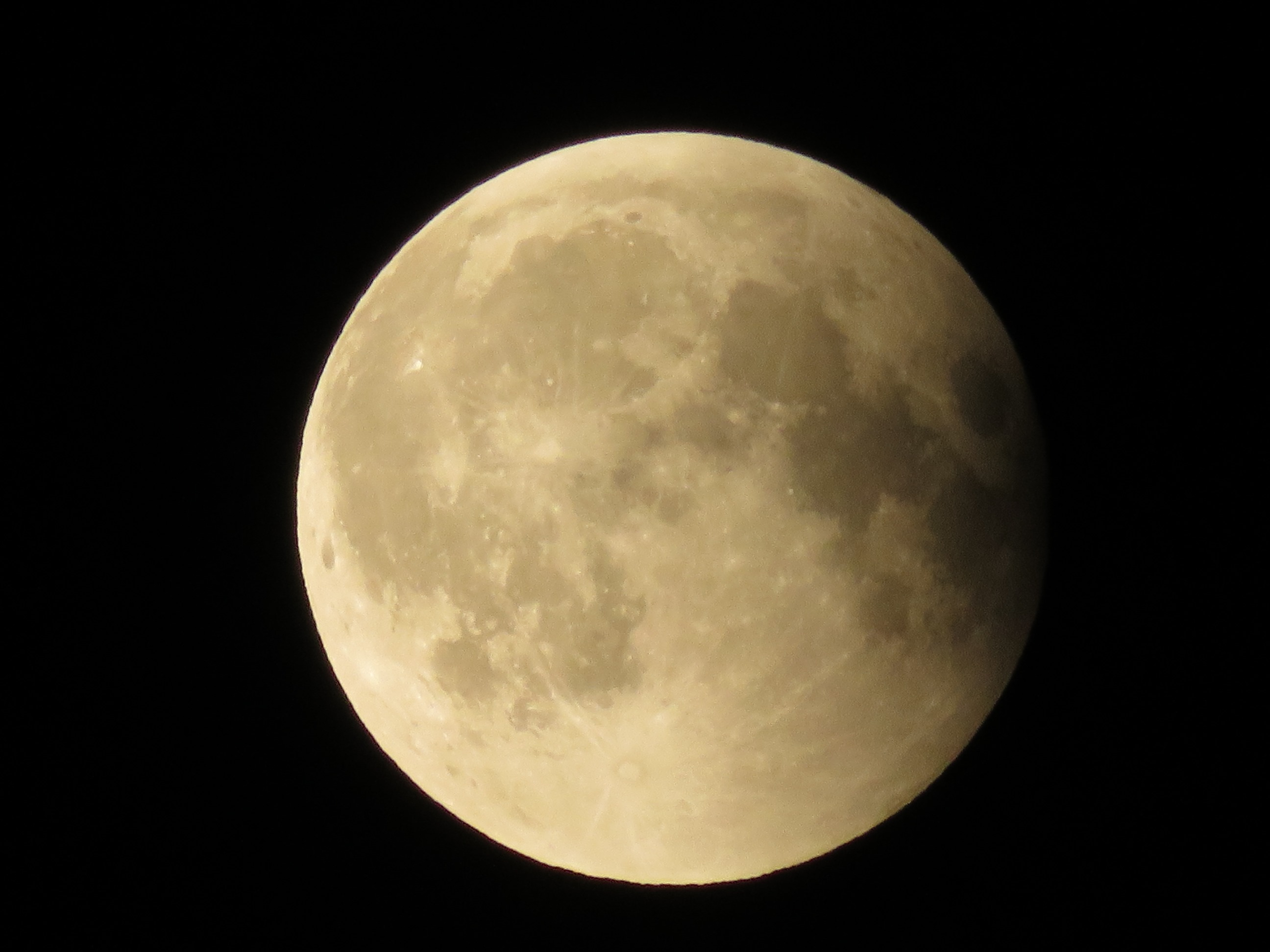
Término de la penumbra del eclipse, visto desde Alemania.

### Videos
Puedes observar el eclipse completo a través de esta plataforma.

## Eclipses relacionados

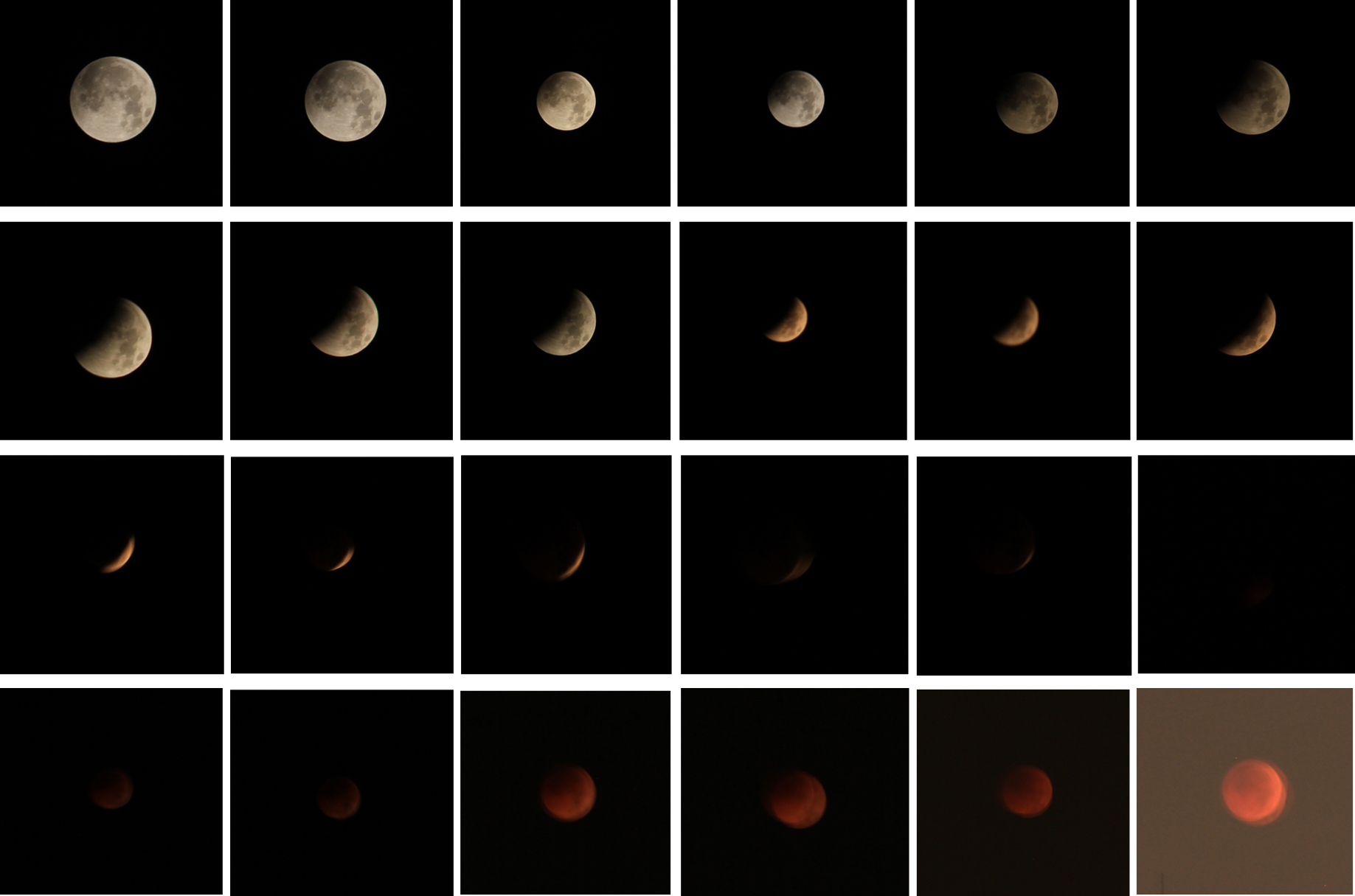
Fases iniciales del eclipse lunar de julio de 2018

### Serie del Año Lunar
| Series de eclipses lunares desde 2016-2020 | Series de eclipses lunares desde 2016-2020 | Series de eclipses lunares desde 2016-2020 | Series de eclipses lunares desde 2016-2020 | Series de eclipses lunares desde 2016-2020 | Series de eclipses lunares desde 2016-2020 | Series de eclipses lunares desde 2016-2020 |
| ------------------------------------------ | ------------------------------------------ | ------------------------------------------ | ------------------------------------------ | ------------------------------------------ | ------------------------------------------ | ------------------------------------------ |
| Nodo descendente                           | Nodo descendente                           | Nodo descendente                           |                                            | Nodo ascendente                            | Nodo ascendente                            | Nodo ascendente                            |
| Saros                                      | Fecha                                      | Tipo de visualización                      | Saros                                      | Fecha                                      | Tipo de visualización                      |                                            |
| 109                                        | 18/ agosto/ 2016                           | Penumbral                                  | 114                                        | 11/ Febrero/ 2017                          | Penumbral                                  |                                            |
| 119                                        | 07/ agosto / 2017                          | Parcial                                    | 124                                        | 31/ enero/ 2018                            | Total                                      |                                            |
| 129                                        | 27/ julio/ 2018                            | Total                                      | 134                                        | 21/ enero/ 2019                            | Total                                      |                                            |
| 139                                        | 16/ julio / 2019                           | Parcial                                    | 144                                        | 10/ enero/ 2020                            | Penumbral                                  |                                            |
| 149                                        | 05/ julio/ 2020                            | Penumbral                                  |                                            |                                            |                                            |                                            |
|                                            |                                            |                                            |                                            |                                            |                                            |                                            |
| Último conjunto                            | 16 de septiembre de 2016                   | 16 de septiembre de 2016                   | Último conjunto                            | 23 de marzo de 2016                        | 23 de marzo de 2016                        |                                            |
|                                            |                                            |                                            |                                            |                                            |                                            |                                            |
| Siguiente conjunto                         | 5 de julio de 2020                         | 5 de julio de 2020                         | Siguiente conjunto                         | 30 de noviembre de 2020                    | 30 de noviembre de 2020                    |                                            |

### Serie Saros
La serie del ciclo lunar saros 129 (este eclipse), que se repite cada 18 años y 11 días, tiene un total de 71 eventos de eclipse lunar que incluyen 11 eclipses lunares totales.
| Principal                                                                                       | Primero         | Primero              | Primero          | Primero         |
| ----------------------------------------------------------------------------------------------- | --------------- | -------------------- | ---------------- | --------------- |
| El mayor eclipse de la serie ocurrió en 16 de julio del 2000 , con una duración de 106 minutos. | Penumbral       | Parcial              | Total            | Central         |
| El mayor eclipse de la serie ocurrió en 16 de julio del 2000 , con una duración de 106 minutos. | 10/ enero/ 1351 | 15/ septiembre/ 1513 | 24/ mayo/ 1910   | 14/ enero/ 1946 |
| El mayor eclipse de la serie ocurrió en 16 de julio del 2000 , con una duración de 106 minutos. | Último          |                      |                  |                 |
| El mayor eclipse de la serie ocurrió en 16 de julio del 2000 , con una duración de 106 minutos. | Central         | Total                | Parcial          | Penumbral       |
| El mayor eclipse de la serie ocurrió en 16 de julio del 2000 , con una duración de 106 minutos. | 7/ agosto/ 2036 | 8/ septiembre/ 2090  | 26 / abril/ 2469 | 24/ julio/ 2613 |

| 24 de mayo de 1910   | 24 de mayo de 1910   | 3 de junio de 1928      | 3 de junio de 1928      | 14 de junio de 1946  | 14 de junio de 1946  |
|                      |                      |                         |                         |                      |                      |
| 25 de junio de 1964  | 25 de junio de 1964  | 6 de julio de 1982      | 6 de julio de 1982      | 16 de julio de 2000  | 16 de julio de 2000  |
|                      |                      |                         |                         |                      |                      |
| 27 de julio 2018     | 27 de julio 2018     | 7 de agosto de 2036     | 7 de agosto de 2036     | 18 de agosto de 2054 | 18 de agosto de 2054 |
|                      |                      |                         |                         |                      |                      |
| 28 de agosto de 2072 | 28 de agosto de 2072 | 8 de septiembre de 2090 | 8 de septiembre de 2090 |                      |                      |
|                      |                      |                         |                         |                      |                      |